# Yolanda Louise av Savojen
Yolanda Louise av Savojen, född 1487, död 1499, var en hertiginna av Savojen; gift 1496 med sin kusin hertig Filiberto II av Savojen.
Hon var dotter till Karl I av Savojen och Blanka av Monferrato. Hennes far besteg tronen 1485 och avled 1490. Hennes mor regerade 1490-96 under hennes brors minderårighet. Efter hennes brors död 1496 övertogs tronen av hennes farbror, som gifte bort henne med sin son, Savojens nye tronarvinge. Hennes egen arvsrätt gällde tronen till Cypern och Jerusalem, något hennes man övertog genom äktenskap, och paret kallade sig därför kung och drottning av Cypern och Jerusalem.  Då hon bara var nio år när hon gifte sig och tolv när hon dog, fick hon inga barn. 